# Magna Lykseth-Skogman
Magna Lykseth-Skogman (6 de febrero de 1874 – 13 de noviembre de 1949), también conocida como Magna Lykseth-Schjerven, fue una cantante soprano de ópera nacida en Suecia. 
Después de su debut en la Ópera Real de Estocolmo en 1901 interpretando el papel de Santuzza en Cavalleria rusticana de Mascagani, trabajó ahí hasta 1918 y se volvió la prima donna de la compañía. Interpretó papeles principales en una amplia variedad de óperas, pero es más conocida por sus interpretaciones de Wagner, incluso Brünnhilde en los estrenos suecos de Sigfrido y El ocaso de los dioses, e Isolda de Tristán e Isolda en 1909. Se le considera una de las cantantes suecas de ópera más destacadas de su generación. Fue galardonada con la Medalla de Letras y Arte en 1907 y se convirtió en una miembro de la Real Academia Sueca de Música en 1912.

## Biografía
Magna Elvine Lysketh nació en lo que es ahora Oslo, Noruega (en ese entonces era Christiania, Suecia y Noruega) el 6 de febrero de 1874. Terminó sus estudios en Christiania y, después de su entrenamiento inicial de voz en el Conservatorio de Christiania bajo la instrucción de Ida Basilier-Magelssen, se mudó a Estocolmo en 1894 dónde fue una estudiante de John Forsell en el Real Conservatorio de Estocolmo. Ella también estudió en Alemania, adquiriendo experiencia en el Festival de Bayreuth. De 1901 a 1910, estuvo casada con el comerciante sueco Olav Schjerven y a partir de 1911 con el barón sueco Karl Skogman.
En 1898, debutó en un concierto antes de viajar por Suecia con la compañía de ópera de Oscar Lomberg, en la cual sus papeles incluyeron Leonora en El trovador de Giuseppe Verdi y Philine en Mignon de Ambroise Thomas. En 1901, Lykseth debutó en la Ópera Real de Estocolmo en el papel de Santuzza en Cavalleria rusticana de Mascagani, seguido de Marguerite en Fausto de Gounod. Durante su trabajo con la compañía hasta 1918, tuvo éxito particular en sus interpretaciones de Wagner, presentándose en el papel de Brünnhilde en Sigfrido (1905) y El ocaso de los dioses (1907), y en el papel titular en Tristán e Isolda en sus estrenos suecos. Fue una artista invitada frecuente al Teatro nacional en Oslo donde debutó Tosca de Puccini (1908) y Aída de Verdi (1909). Debido a su amplio repertorio, se volvió extremadamente popular en Suecia. Por consecuencia, aparte de unas presentaciones en Dinamarca y Suecia, no viajó mucho. Su voz de amplio espectro y sus presentaciones escénicas contribuyeron a su éxito en la ópera italiana, incluso en el papel de Desdémona en Otelo. Entre su gran cantidad de otros papeles están la Condesa en Las bodas de Fígaro de Mozart, Leonora en Fideilio de Beethoven, y Micaela en Carmen de Bizet.
Magna Lykseth-Skogman falleció en Estocolmo el 13 de noviembre de 1949.

## Premios
En 1907, se le otorgó la Medalla de Letras y Arte y en 1912 se convirtió en una miembro de la Real Academia Sueca de Música.